# Sieben Märtyrinnen von Madrid
Die sieben Märtyrinnen von Madrid wurden am 18. bzw. 23. November 1936 in der Zeit des Spanischen Bürgerkrieges (1936–1939) in Madrid hingerichtet. Papst Johannes Paul II. sprach sie am 10. Mai 1998 in Rom selig. Der Gedenktag in der katholischen Kirche ist der 18. November.
Die sieben Ordensfrauen waren Schwestern des Madrider Heimsuchungsklosters, einer Ordensgemeinschaft, die 1610 von Franz von Sales und Johanna Franziska von Chantal in Frankreich gegründet wurde. Die Namen der Märtyrinnen sind:
- Sr. Gabriela de Hinojosa (* 24. Juli 1872 in Alhama de Granada, Provinz Granada, Spanien; † 18. November 1936 in Madrid)
- Sr. Teresa Cavestany (* 30. Juli 1888 in Puerto Real, Provinz Cádiz, Spanien; † 18. November 1936 in Madrid)
- Sr. Josefa Barrera (* 23. Mai 1881 in Ferrol, Provinz A Coruña, Spanien; † 18. November 1936 in Madrid)
- Sr. Inés Zudaire (* 28. Januar 1900 in Echavarri, Navarra, Spanien; † 18. November 1936 in Madrid)
- Sr. Engracia Lecuona (* 2. Juli 1897 in Oyarzum, Guipuzcoa, Spanien; † 18. November 1936 in Madrid)
- Sr. Angela Olaizola (* 12. November 1893 in Azpeitia, Guipuzcoa, Spanien; † 18. November 1936 in Madrid)
- Sr. Cecilia Cendoya (* 10. Januar 1910 in Azpeitia, Guipuzcoa, Spanien; † 23. November 1936 in Madrid)

## Martyrium
In der Zeit des Spanischen Bürgerkrieges kam es in beiden Lagern immer wieder zu Verfolgungen von Personen, die man der Gegenseite zuzählte. Im von Anarchosyndikalisten und Kommunisten beherrschten republikanischen Lager griff man besonders Priester und Ordensleute an. Deshalb entschlossen sich der Konvent der Heimsuchungsschwestern von Madrid, ihr Kloster zu verlassen. Sieben davon blieben jedoch zurück, unter ihnen die Priorin, Gabriela de Hinojosa. Sie versteckten sich in einer Privatwohnung, wurden jedoch von den Nachbarn entdeckt und bei der Polizei denunziert. Am 17. November 1936 wurden sie in der Wohnung verhaftet und noch in der folgenden Nacht erschossen. Eine der Schwestern – Sr. Cecilia Cendoya – konnte kurz vor der Erschießung fliehen, stellte sich jedoch, da sie es nicht ertrug, ihre Mitschwestern im Stich zu lassen. Sie wurde am 23. November 1936 erschossen.